# Episimus lagunculariae
Episimus lagunculariae is een vlinder uit de familie van de bladrollers (Tortricidae). De wetenschappelijke naam van de soort is voor het eerst gepubliceerd in 1994 door John B. Heppner.

## Verspreiding
De soort komt voor in de zuidelijke kustgebieden van Florida.

## Waardplanten
De rups leeft op Lagucularia racemosa (Combretaceae).